# Qualité de l'ajustement
La qualité de l'ajustement d'un modèle statistique désigne le degré d'ajustement du modèle aux données observées.
Par exemple, le coefficient de détermination est un indicateur de la qualité de l'ajustement utilisé dans le cadre d'une régression linéaire estimée par la méthode des moindres carrés.